# چتانا داس
چتانا داس (در شهر شیلونگ، مگهالا، هند) یک بازیگر هند از آسام است. او چهره محبوب در سینما آسامی برای نقش‌های کمکی خود است. او ملکه کمدی صنعت فیلم آسام است.
همسر او، Bimaladanda Das، در سال ۲۰۲۰، در طول دنیاگیری کووید-۱۹ درگذشت.

## فیلم‌شناسی برگزیده
| سال  | عنوان                   | AKA                              |
| ---- | ----------------------- | -------------------------------- |
| ۱۹۷۳ | تیتاش اکتی نادیر نام    | رودخانه ای که تیتاش نامیده می‌شود |
| ۱۹۷۳ | بانوریا پل              | گل جنگل                          |
| ۱۹۷۳ | ابیجان                  | مأموریت                          |
| ۱۹۷۶ | شورجو گراهان            |                                  |
| ۱۹۷۸ | کالو                    | موج                              |
| ۱۹۸۰ | اندرا                   |                                  |
| ۱۹۸۰ | اجلی نابو               | خواهرزن بی گناه                  |
| ۱۹۸۴ | مانک رایتونگ            | منک بدبخت                        |
| ۱۹۸۴ | کوکادوتا نتی آروتا هاتی | پدربزرگ، نوه و فیل               |
| ۱۹۸۵ | آنیسنان                 | "آردل" / حمام در آتش             |
| ۱۹۸۶ | پاپوری                  |                                  |
| ۱۹۸۸ | کوالهال                 | آشوب                             |
| ۱۹۹۲ | آتش‌سوزی                 | "برخش"                           |
| ۱۹۹۴ | میمنکس                  | حکم                              |
| ۱۹۹۵ | من کشتم، قربان          |                                  |
| ۱۹۹۶ | آدایا                   | آتش‌سوزی                          |
| ۱۹۹۸ | دل سی                   | از قلب                           |
| ۲۰۰۰ | هیا دییا نیا            |                                  |
| ۲۰۰۱ | داج                     | نقطه                             |
| ۲۰۰۲ | کندهاد                  |                                  |
| ۲۰۰۲ | جوناکی مون              |                                  |
| ۲۰۰۴ | کادامباری               |                                  |
| ۲۰۰۴ | رونگمون                 |                                  |
| ۲۰۰۵ | سورن سورور پوتک         |                                  |
| ۲۰۱۶ | دوردارشان اتی جنترا     | تلویزیون یک ماشین                |
| ۲۰۱۷ | ایشو                    |                                  |
| ۲۰۱۹ | رتنکار                  |                                  |
| ۲۰۲۲ | باندیتا بورا            |                                  |